# Pointe de Cray
Pointe de Cray är en bergstopp i Schweiz. Den ligger i distriktet Riviera-Pays-d'Enhaut och kantonen Vaud, i den sydvästra delen av landet, 60 km sydväst om huvudstaden Bern. Toppen på Pointe de Cray är 2 070 meter över havet.